# Mesochorus lobatus
Mesochorus lobatus là một loài tò vò trong họ Ichneumonidae.